# Anne Delbée
Anne Delbée, née en 1946, est une tragédienne, metteuse en scène, directrice de théâtre et écrivaine française.
Elle est notamment connue pour ses mises en scène de Claudel, Rostand ou Racine avec Phèdre à la Comédie Française ainsi que pour son roman Une Femme pour lequel elle a reçu le Grand Prix des lectrices de Elle en 1983.
Elle fut l'une des proches collaboratrices d'Antoine Vitez et de Maurice Béjart.

## Biographie

### Enfance et formation
Anne Delbée, dès son enfance, a côtoyé le monde du théâtre. Son père, architecte de Jean-Louis Barrault, son oncle, décorateur international renommé, travaillait également aux côtés de Barrault, dont il était l’ami proche.
Anne Delbée pénètre, à douze ans, pour la première fois dans un théâtre afin d'assister, à l’Odéon Théâtre de France, à la création de Tête d'or de Paul Claudel en présence du général de Gaulle et d’André Malraux. Ce soir-là, celle qui rêvait tout d’abord d’être écuyère choisit son destin : la passion du théâtre ne la quittera plus. Elle sera, dit-elle, « un homme de théâtre ». Le théâtre devient pour elle une vraie quête, fruit d'une réflexion politique et morale.

### Carrière

#### Comédienne et metteuse en scène

##### Débuts
Sa première troupe est formée par ses compagnes du lycée Claude-Monet, où elle monte La Reine morte d'Henry de Montherlant. Accueillie par la salle du lycée de garçons Louis-le-Grand, elle y fait la connaissance de Patrice Chéreau et de Jean-Pierre Vincent, adolescents eux aussi.
Elle réalise en 1971, avec sa première troupe professionnelle, un montage des textes de Victor Hugo à la Cité universitaire, puis révèle au public français la grande pièce allemande de Schiller Les Brigands, qu’elle met en scène aux anciennes Halles de Baltard.
Parallèlement, depuis leur rencontre à l'école Lecoq, elle accompagne Antoine Vitez lorsqu'il crée le Théâtre des Quartiers d'Ivry, et joue Méphisto dans son premier Faust. Jean-Marie Serreau, dont elle devient l’assistante un moment, l’engage aussi dans ce qui sera sa dernière mise en scène, et Patrice Chéreau lui demande de jouer dans Judith Therpauve.

##### Confirmation
Comme comédienne, elle débute en 1968 sous la direction de Gabriel Monnet à la maison de la culture de Bourges, mais très vite elle met en scène elle-même, invitée par Jean Dasté à Saint-Étienne. À vingt-huit ans, elle est appelée par Jean Mercure au Théâtre de la Ville où sa mise en scène de L'Échange de Paul Claudel connaît un triomphe pendant deux ans ; Guy Dumur du Nouvel Observateur parle « d’un génie de la mise en scène ».
En 1973, au Festival d'Avignon, elle est l’une des pionnières du Théâtre musical, où elle fait découvrir le nom de Georges Aperghis en mettant en scène avec succès l’un de ses premiers opéras : Pandémonium. Une soixantaine de mises en scène suivent, dont on retient la trilogie de Racine (Andromaque, Bérénice, Phèdre) au Festival d’Avignon nommée Entre la raison et le désir et Tête d'or au théâtre du Vieux-Colombier.
Son Phèdre à la Comédie-Française, avec Martine Chevallier dans le rôle-titre fera l'objet d'un ouvrage Phèdre, la suprême déclaration d'amour avec les croquis des costumes de Christian Lacroix ainsi que les photographies de Lucien Clergue.
Avec ses comédiens, (plus d’une vingtaine), elle crée, en 1986, sous chapiteau, à la pelouse de Reuilly, un Théâtre d’idées en faisant jouer en alternance Andromaque, Bérénice, Phèdre, et en fin de semaine la trilogie de Wallenstein de Schiller qui dure douze heures, trilogie jamais encore montée à ce jour.
Comme actrice, elle reprend L'Aiglon en 1988, monté à Nancy en hommage à Sarah Bernhardt et qu’elle interprète au théâtre des Mathurins (elle reçoit l’Ordre national du Mérite des mains du Grand Chancelier, au musée de la Légion d'honneur et y joue un fragment de L'Aiglon).
Elle réalise des mises en scène d’opéras (La Traviata, Don Giovanni, Le Chevalier à la rose) et ne cesse de vouloir maintenir une troupe et une école espérant peu à peu créer une compagnie internationale de théâtre. Les jeunes comédiens qui la rejoindront au fil des ans connaitront la notoriété : Jean-Claude Jay, René Ferret, Eliezer Mellul, Michel Boujenah, Martine Chevallier, Jean-Claude Dreyfus, ou Marina Hands.
Invitée par Maurice Béjart, elle travaille à ses côtés par intermittence, et approfondit ainsi son idée d’un Théâtre des civilisations. Elle réalise alors, pendant trois ans, un travail innovant autour de la tragédie grecque dans les banlieues.
En 1995, elle monte Othello avec le danseur Larrio Ekson dans le rôle-titre.
À la fin de la guerre du Liban, elle est invitée à Beyrouth par l'ambassadeur afin de rouvrir le théâtre du Casino de Jounieh avec le spectacle Camille Claudel.
En 2016, elle crée Racine ou la leçon de Phèdre, spectacle dans lequel elle entraîne le public dans le désir racinien (Théâtre de la Contrescarpe et Théâtre de Poche Montparnasse à Paris). En 2018, elle monte Requiem pour Camille Claudel au Théâtre de la Contrescarpe à Paris avant de mettre en scène Andromaque et Le Misanthrope aux Grandes Écuries à Versailles.
Elle est souvent invitée aux États-Unis où elle donne des classes de maître sur Racine à Berkeley, elle joue également des « performances » en interprétant, à la demande, les rôles qu’a tenus Sarah Bernhardt lors de ses tournées.

Aujourd'hui, Anne Delbée se consacre de plus en plus à l'écriture et à la transmission de la tragédie. Ainsi, elle s'entoure dès lors de jeunes comédiens parmi lesquels : Valentin Fruitier, Laure Portier, Yannis Ezziadi, Zakary Bairi, Stanislas Perrin, Arthur Campardon ou Henri Sage. 

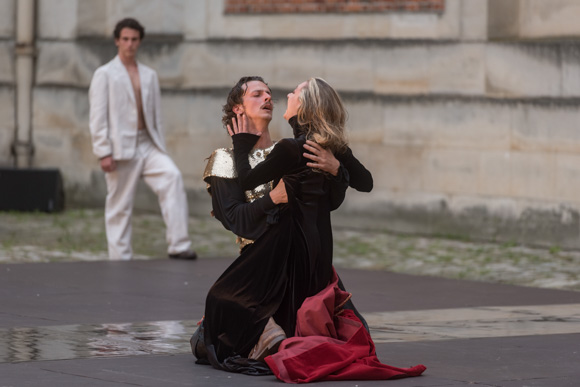
Andromaque de Jean Racine aux Grandes Écuries de Versailles

En 2019, elle est invitée au Théâtre du Capitole pour y mettre en scène l’opéra Norma de Bellini avec notamment Marina Rebeka et Karine Deshayes sous la direction de Giampaolo Bisanti. Elle revient au Théâtre du Capitole avec Le Viol de Lucrèce de Benjamin Britten.
Elle écrit Alceste ou L’Acteur fou durant le confinement, et met en scène la pièce au Festival d'Avignon 2022, au Théâtre du Petit Louvre, avec Valentin Fruitier et Emmanuel Barrouyer en interprètes.

#### Directrice
Première femme à diriger seule un Centre dramatique national, le CDN de Nancy créé à cet effet, elle instaure un travail à la fois sur le répertoire classique, mais aussi sur les pièces contemporaines (La Guerre à deux voix de Laurence Deonna, L'Affaire de Nancy) et fédère divers lieux culturels, dont l’Opéra de Nancy et de jeunes troupes locales.

#### Écrivaine
Si Racine est dès 1982 au centre de son travail, elle reste fidèle à l’œuvre de Claudel, tout en mettant en lumière sa sœur Camille par l'écriture d'Une femme, Camille Claudel, grand prix des lectrices de Elle. Ce texte, traduit dans plus de vingt langues, avec le film Camille Claudel sorti en 1988 (dont le rôle-titre est interprété par Isabelle Adjani), contribuent à la renommée de cette sculptrice et à offrir au féminisme une nouvelle icône.
Le succès du livre Une femme l’ayant révélée comme écrivaine, elle continue régulièrement à publier : Elle qui traversa le monde, Racine Roman : Jean Racine, Il ne faut regarder que l’amour, La 107e minute autour du footballeur Zinédine Zidane.
Lors de la pandémie du Covid 19, elle publie un texte intitulé Le Théâtre ou la Vie sur l'état de la culture et la nécessité que le théâtre perdure.

### Participations événementielles
Elle est membre du jury du Prix du Brigadier aux côtés de Didier Sandre, Judith Magre ou Michel Fau.
En 2007, elle est élue présidente du Syndicat national des metteurs en scène, syndicat créé au lendemain de la dernière guerre, par Charles Dullin, Louis Jouvet, Jacques Copeau, Gaston Baty, Gordon Craig. Elle en est désormais la présidente d'honneur.
En 2019, Jean-Marie Besset crée un nouveau prix littéraire, le prix Café Beaubourg, récompensant une pièce de théâtre originale, écrite en français, jouée ou publiée au cours de la saison. Pour la première édition de ce prix, il réunit au sein du jury des personnalités médiatiques et artistiques parmi lesquelles Laure Adler, Christophe Barbier, Arielle Dombasle, Michel Fau, Jean Varela ainsi qu'Anne Delbée.

### Engagements politiques
Après avoir accepté en 1983 d’être présidente de l’Union des femmes françaises (regroupement d’anciennes déportées de toutes origines : Marie-Claude Vaillant-Couturier, Jeannette Vermeersch), elle participe en 1985 au Grand Congrès de la Paix des Femmes, en URSS, à Moscou, puis milite pour la libération de Nelson Mandela.
En 1990, elle signe l'Appel des 75 contre la guerre du Golfe.

### Vie privée
Elle a été la compagne (pendant trente-cinq ans) du réalisateur Pierre Bureau, mort en 2004.
Ensemble ils ont eu une fille en 1982, Émilie, devenue danseuse dans la compagnie de Maurice Béjart de 1999 à 2008. Aujourd'hui comédienne, elle a notamment été l’interprète d'Andromaque, mis en scène par sa mère au Mois Molière (Grande Écurie de Versailles) en 2018.
Elle est la sœur du philosophe et homme de théâtre François Regnault.

### Documentaire sur Anne Delbée
En 2012, un documentaire a été tourné sur son travail Racine, le déchaînement des passions réalisé par Catherine Maximoff.

## Filmographie

### Cinéma
- 1970 : Les Camisards de René Allio[21]
- 1978 : Judith Therpauve de Patrice Chéreau

### Télévision
1973 : Byron libérateur de la Grèce ou Le jardin des héros de Pierre Bureau

### Court métrage
2018 : Danny de Arthur Campardon (Nicolas Ducommun)

## Théâtre

### Comédienne
- 1972 : Faust de Johann Wolfgang von Goethe, mise en scène Antoine Vitez, Théâtre des Quartiers d'Ivry, Fête de l'Humanité
- 1972 : Les bonnets rouges, Jean-Marie Serreau
- 1986 : Camille Claudel, Anne Delbée, Théâtre Fontaine
- 1983 : Andromaque de Racine
- 1989 : L'Aiglon, de Edmond Rostand, Théâtre des Mathurins
- 1991 : Phèdre, Racine
- 2009 : La Leçon de Phèdre, d'après l'œuvre Jean Racine, Amphithéâtre de Pont-de-Claix
- 2011 : L'Aiglon l'histoire d'un rêve, d'après Edmond Rostand, Théâtre de Saint-Maur
- 2016 : Racine, ou La Leçon de Phèdre, d'après Jean Racine, Anne Delbée, Théâtre de la Contrescarpe puis au Théâtre de Poche Montparnasse

### Metteuse en scène
Metteuse en scène :
- 1970 : Victor Hugo cet inconnu d'Anne Delbée, Cité universitaire de Paris
- 1971 : Les Brigands de Friedrich von Schiller, Halles de Paris
- 1973 : Lycée Thiers-Maternelle Jules Ferry de Xavier Pommeret, Théâtre Jean Vilar Suresnes
- 1973 : Pandæmonium, opéra de Georges Aperghis, Festival d'Avignon cloître des Célestins
- 1974 : Le Rideau de pluie de Pham Van Ky, Studio d'Ivry
- 1975 : L'Échange de Paul Claudel, Comédie de Saint-Étienne
- 1976 : L'Échange de Paul Claudel, nouvelle mise en scène Théâtre de la Ville
- 1977 : Les Brigands de Friedrich von Schiller, nouvelle mise en scène Théâtre de la Ville
- 1977 : La nuova colonia de Luigi Pirandello, Nouveau Carré Silvia Monfort
- 1978 : La Ville de Paul Claudel, Rencontres international de Brangues
- 1978 : Le Crépuscule du théâtre de Henri-René Lenormand, Plateau Saint-Merri
- 1981 : Une femme Camille Claudel d'Anne Delbée et de Jeanne Fayard, Théâtre du Rond-Point
- 1981 : Marion Delorme de Victor Hugo, Théâtre Populaire du Jura
- 1982 : Apocalypse 2000 d'Anne Delbée, Théâtre Municipal de Angers
- 1983 : Entre la raison et le désir... Trois tragédies de Racine : Andromaque, Bérénice, Phèdre, Festival d'Avignon, et 1984 Théâtre de l'Athénée-Louis-Jouvet
- 1984 : Tête d'or de Paul Claudel, Maison de la culture de Angers
- 1984 : La Mascotte de Edmond Audran et Henri Chivot, Opéra national de Lorraine
- 1984 : La Traviata de Verdi, Théâtre Municipal de Angers
- 1986 : La Trilogie de Wallenstein de Friedrich von Schiller, Paris, Chapiteau pelouse de Reuilly
- 1987 : Don Giovanni de Mozart, Opéra de Nantes
- 1987 : Les Brigands de Friedrich von Schiller, Grand Théâtre de Karlsruhe, Allemagne
- 1988 : Le Chevalier à la Rose, de Richard Strauss, Opéra de Nancy
- 1989 : L'Aiglon de Edmond Rostand, Théâtre des Mathurins
- 1989 : La Guerre à Deux Voix, texte de Laurence Déonna, Centre Dramatique National de Nancy
- 1989 : Wasserträger (Les Deux Journées ou Le Porteur d'eau), de Luigi Cherubini, Grand Théâtre de Karlsruhe, Allemagne
- 1990 : L'Affaire de Nancy, de Michel Caffier, Centre Dramatique National de Nancy
- 1991 : Phèdre, Les Plaideurs de Jean Racine, Centre Dramatique National de Nancy
- 1992 : Cycle Racine : Andromaque, Bérénice, Mithridate, Phèdre, Théâtre 14 Jean-Marie Serreau
- 1993 : L'Ombre du bonheur, Antoine Vitez, Cité Universitaire de Paris
- 1994 : L'Autre Regard de Anne Delbée, bicentenaire des Carmélites de Compiègne
- 1995: Othello de William Shakespeare, Théâtre 14 Jean-Marie Serreau
- 1995 : Phèdre, de Jean Racine, Comédie-Française
- 1997 : Vincent van Gogh ou Le Suicidé de la société d'Antonin Artaud, Maison de la Poésie
- 1998 : Suréna de Corneille, Théâtre du Vieux-Colombier
- 1999 : Nulle part au monde, de Pascal Lainé, Cité des Sciences Paris
- 2000 : Le Dindon de Georges Feydeau, Théâtre 14 Jean-Marie Serreau
- 2000 : Le Passant de François Coppée, Théâtre Molière Paris
- 2002 : Hernani de Victor Hugo, Bibliothèque historique de Paris
- 2003 : Le Songe d'une nuit d'été, William Shakespeare, Paris
- 2004 : Une Femme Camille Claudel, de Anne Delbée, Davis Californie
- 2004 : Sarah Bernhardt, de Anne Delbée, Aurora Theater, Berkley
- 2004 : Théâtre de la Barbarie, de Anne Delbée, Théâtre du Rond-Point
- 2005 : Le Cid, de Corneille, Théâtre de Ris-Orangis
- 2006 : Tête d'or de Paul Claudel, Théâtre du Vieux-Colombier
- 2006 : Racine, de Anne Delbée, San Francisco
- 2006: Antigone de Sophocle, Théâtre de Ris-Orangis
- 2009 : La Leçon de Phèdre, d'après l'œuvre Jean Racine, Amphithéâtre de Pontdeclaix
- 2011 : Andromaque, de Racine, Théâtre National du Nord
- 2011 : L'Aiglon l'histoire d'un rêve, d'après Edmond Rostand, Théâtre de Saint-Maur
- 2014 : La Leçon de Phèdre, d'après Jean Racine, Anne Delbée, Forges Royal de Guérigny
- 2016 : Racine, ou La Leçon de Phèdre, d'après Jean Racine, Anne Delbée, Théâtre de la Contrescarpe puis au Théâtre de Poche Montparnasse
- 2018 : Requiem pour Camille Claudel, de Anne Delbée, Théâtre de la Contrescarpe
- 2018 : Andromaque de Racine, Mois Molière Grande Ecurie de Versailles
- 2018 : Le Misanthrope de Molière, Mois Molière Grande Ecurie de Versailles
- 2019 : Les Machabées d'Alexandre Guiraud, Festival Nava (Limoux)
- 2019 : Norma de Bellini, Théâtre du Capitole[24]
- 2020 : Le Viol de Lucrèce de Benjamin Britten, Théâtre du Capitole
- 2022 : Alceste ou L’Acteur fou de Anne Delbée, Théâtre du Petit Louvres (Avignon)

## Publications

### Individuel
- 1983 : Une Femme, Camille Claudel[25]
- 1997 : Racine Roman
- 1998 : Elle qui traversa le monde[26]
- 1999 : Danse
- 2000 : Le sourire de Sarah Bernhardt[27]
- 2002 : Il ne faut regarder que l’amour[28]
- 2004 : Jean Racine
- 2006 : La 107e minute

### Collectif
- 2006 : L'universel (au) féminin: Tome 3 (co-écrit avec Laure Adler, Hélène Harter et Brigitte François-Sappey)[29]

### Préface
Elle écrit la préface du livre Le prince aux mains rouges de Claude-Alain Planchon.

## Distinctions

### Récompenses
- 1983 : Grand Prix des lectrices de Elle pour Une Femme
- 2017 : Prix du Brigadier[30]

### Décorations
- Commandeure de l'ordre des Arts et des Lettres
- Officière de l'ordre national du Mérite
- Chevalière de la Légion d'honneur